# منظمة تحرير فطاني المتحدة
منظمة تحرير فطاني المتحدة هي جماعة متمردة انفصالية في تايلاند، وتدعو إلى استقلال فطاني. تأسست عام 1968 في المملكة العربية السعودية.
تقاتل المنظمة إلى جانب آخرين، حاليًا من أجل استقلال جنوب تايلاند الذي تقطنه أغلبية مالايوية مسلمة.
برنامج المنظمة يتم تسليط الضوء عليه من خلال أهدافه القومية الإسلامية، ووصف الوجود التايلاندي في فطاني بأنه «استعمار» و«احتلال غير شرعي». أهدافها المعلنة هي الانفصال عن تايلاند بالوسائل العسكرية والسياسية، وإنشاء دولة تسمى فطاني دار المقريف (فطاني أرض الأعمال الصالحة). يحتوي علم المنظمة على أربعة خطوط حمراء وبيضاء ومستطيل أزرق في أعلى اليسار بهلال ونجم مشابه لغيرها من الولايات الماليزية.

## التاريخ
تأسست المنظمة في عام 1968 حول قيادة كبير عبد الرحمن (بيرا كوتانيلا) عالم فطاني مالاي، شغل منصب رئيسها حتى وفاته في عام 2008. بحلول أواخر عام 1992 انقسمت المنظمة إلى ثلاث فصائل. ترأس الفصيل الأول الدكتور أرونج مولينج بينما كان الفصيل الثاني بقيادة الحاج هادي بن غزالي. أنشأ الفصيل الأول مجلس قيادة المنظمة برمز خنجر يتقاطع مع سيف كشعار له. ويطلق على وحدته المسلحة اسم «جيش الكسدان». الفصيل الثاني الذي يرأسه الحاج سما آي ثانام أيضًا أنشأ مجلس قيادة جيش المنظمة لتقديم الدعم لكبير عبد الرحمن مؤسس المنظمة. يتمتع الفصيل الثالث الذي يعمل وفقًا للميثاق الأصلي لها بأكبر دعم أرضي وهو المجموعة الوحيدة التي تتمتع بالمصداقية الدبلوماسية والنفوذ السياسي والدعم الشعبي لتكون قادرة على التفاوض رسميًا وتمثيل المنظمة في منظمة التعاون الإسلامي. يستخدمون أربعة نجوم على علمهم ويقودهم أبو ياسر فكري، وهو زعيم محترم منذ فترة طويلة للمنظمة منذ إنشائها.
في عام 1995 ظهرت الخلافات بين القادة الأساسيين للحركة الجديدة. ونتيجة لذلك قرر الدكتور أرونج مولينج فصل مجموعته عن الحركة لتأسيس منظمة جديدة تسمى «منظمة تحرير فطاني المتحدة 88»، بينما أطلقت المجموعة الأخرى بقيادة الحاج عبد الرحمن على وحدتها المسلحة اسم داغر بولو.

## الأعمال الحالية
حاليًا لدى المنظمة سياسة لاستهداف أولئك الذين تعتبرهم متعاونين ومشاركين للحكومة التايلاندية، مثل المعلمين وموظفي الخدمة المدنية والجنود ورجال الشرطة.
ينفذ التنظيم تفجيرات بسيارات مفخخة وقنابل على جانب الطريق وإطلاق نار من سيارة مارة يستهدف الجيش والشرطة التايلانديين، الذين يرون أنهم أهدافا مشروعة، لكنهم يضربون أيضا أهدافًا مدنية.
تعتبر المنظمة نفسها مستمرة في النضال من أجل الاستقلال في أقصى شمال سلطنة الملايو بعد أن أعلنت استقلالها بعد سقوط أيوتهايا في عام 1767، على الرغم من أنها في الواقع استعادها التايلانديون بعد 18 عامًا فقط. ستغطي الدولة الإسلامية التي اقترحتها المنظمة المناطق التي يزعمون أنها كانت تحكمها تاريخيًا سلطنة فطاني، والتي تقول إنها تتكون من مقاطعات باتاني وناراثيوات ويالا وسونغكلا وساتون في تايلاند الحالية.